# Crepidium sarawakense
Crepidium sarawakense är en orkidéart som beskrevs av Dariusz Lucjan Szlachetko och Marg.. Crepidium sarawakense ingår i släktet Crepidium, och familjen orkidéer. Inga underarter finns listade i Catalogue of Life.